# Nathaniel Moore
Nathaniel Ford Moore III (* 31. Januar 1884 in Chicago, Illinois; † 9. Januar 1910 ebenda) war ein US-amerikanischer Golfer.

## Biografie
Nathaniel Moore spielte Golf im Lake Geneva Country Club. Bei den Olympischen Spielen 1904 in St. Louis wurde er mit der Western Golf Association im Mannschaftswettkampf Olympiasieger. Im Einzel hingegen schied er im Achtelfinale gegen Chandler Egan aus.
Später zog Moore nach Kalifornien und spielte bei einigen Turnieren mit.
Er stammte aus wohlhabender Familie und erbte von seinem Vater James Hobart Moore, Präsident der Rock Island Railroad, ein Vermögen. Jedoch ging Moore mit dem Geld verschwenderisch um. Später starb er in Levee, einem Rotlichtviertel von Chicago. Die Ursache sei später auf Drogen zurückzuführen gewesen.
Sein Großvater war Nathaniel Fish Moore, der in den 1840er Jahren Präsident der Columbia University war.